# Port Costa (Kalifornija)
Port Costa je naseljeno područje za statističke svrhe u američkoj saveznoj državi Kalifornija. Prema popisu stanovništva iz 2010. u njemu je živjelo 190 stanovnika.